# 释普化
释普化，普化和尚，唐朝臨濟宗禪師，是知名的顛僧，生年不详，出生地和俗姓皆不详。
本是幽州盘山宝积的门徒，性格率真癫狂。盘山禪師臨終時問：「誰能幫我畫一張畫像？」於是眾弟子紛紛為他畫圖，但盘山禪師都不認可。這時普化禪師自告奮勇，盘山禪師道：「那為何不拿給老僧看看？」普化禪師於是打一個筋斗出去了，盘山禪師笑道：「這漢子，以後一定用瘋狂的方式接引弟子」，隨即圓寂。
普化禪師行脚至镇州，曾到临济义玄的寺廟中偷食物，而后成为义玄門徒及其传法的得力助手，他講話常常令人感覺癲狂，傳法時隨身攜一搖鈴，於人耳邊振之。咸通元年（860），認為圓寂時候已到，自取棺木出城門外，搖鈴後入棺而圓寂。
普化的門人心地觉心，在日本创立普化宗。

## 公案軼事
普化和尚，經常的混跡在市井，卻故作瘋顛的潛行秘跡，高深莫測的。在臨濟義玄禪師至鎮州的臨濟寺，開法立宗，弘宣臨濟家風之際，普化和尚先行的予以禪師協助，於義玄禪師弘法工作鼎盛之時，方才坐脫立亡。
普化和尚，一日於街道向人群化緣直裰（僧人所穿的衣服），人們給披襖或是布裘的，和尚卻都不要。
禪師於是令其弟子買棺一具，等到普化和尚回來寺院，義玄禪師對言：我已經為你做了具直裰。普化和尚於後擔起棺木出去，繞至街市嚷嚷叫喚，臨濟為我做直裰了，我便要往東門遷化去了。
時至，眾人相互的前往觀看，等待眾人來到時，普化和尚改口說道：今日不好，明日往南門遷化才吉利。
等待翌日，當大眾齊集在南門之時，普化和尚又說，今日不宜，明日改至西門更好。結果到了西門又向眾人說:明日改在北門好了。
如此一改再改的，人潮漸稀。直到第四日，普化和尚便獨自擎棺行至北門，振鈴入棺示寂。此時大眾紛紛聞訊奔走前來，但開棺探視，棺內並無普化和尚的蹤影，只聞空中鈴響隱隱而去。

## 外部連結
- 参禅 | 临济“四料间” （页面存档备份，存于）
- 首届纪念普化禅师古典尺八献奏会在正定临济寺举行（图） （页面存档备份，存于）
- 临济寺的衰落与复兴 （页面存档备份，存于）
- 普化宗 （页面存档备份，存于）
- 峨眉山大佛禅院-普化和尚 - 峨眉山佛教网 （页面存档备份，存于）